# Franklin Pangborn
Franklin Pangborn (ur. 23 stycznia 1888, zm. 20 lipca 1958) – amerykański aktor komediowy.

## Filmografia
- 1926: The Jelly Fish
- 1930: Over the Radio
- 1933: Zaledwie wczoraj jako Tom
- 1933: Sing, Bing, Sing jako Herbert
- 1933: Karioka jako Hammerstein (niewymieniony w czołówce)
- 1934: Imitacja życia jako pan Carven (niewymieniony w czołówce)
- 1936: Pieśń miłości jako Sekretarz Forcelliniego
- 1936: Pan z milionami jako krawiec (niewymieniony w czołówce)
- 1937: Narodziny gwiazdy jako Billy Moon (niewymieniony w czołówce)
- 1937: All Over Town jako kostiumer
- 1937: Obcym wstęp wzbroniony jako Harcourt
- 1938: Doctor Rhythm jako pan Stenchfield
- 1938: Blond niebezpieczeństwo jako zarządca mieszkania
- 1939: Dziewczyna z Piątej Alei jako Higgins, kamerdyner
- 1940: The Bank Dick jako J. Pinkerton Snoopington
- 1941: Płomień Nowego Orleanu jako Bellows
- 1941: Podróże Sullivana jako pan Casalsis
- 1942: Trzy kamelie jako pan Thompson
- 1943: Stage Door Canteen cameo
- 1944: Witajcie bohatera-zdobywcę jako Przewodniczący komitetu powitalnego
- 1957: Oh, Men! Oh, Women! jako Pracownik parowca
- 1957: Historia ludzkości jako markiz de Varennes

## Wyróżnienia
Posiada swoją gwiazdę na Hollywoodzkiej Alei Gwiazd.